# السنة الدولية للائتمانات الصغيرة
السنة الدولية للائتمانات الصغيرة هو حدث خاص للأمم المتحدة أقيم في عام 2005. وسلط الحدث الضوء على التمويل الأصغر كأداة للتنمية الاجتماعية والاقتصادية.
تم إطلاق الحدث في 18 نوفمبر 2004.

## الأهداف
أعلن المجلس الاقتصادي والاجتماعي التابع للأمم المتحدة عام 2005 باعتباره السنة الدولية للائتمانات الصغيرة للدعوة إلى بناء قطاعات مالية شاملة وتعزيز روح المبادرة القوية، ولكن غير المستغلة في كثير من الأحيان، الموجودة في المجتمعات في جميع أنحاء العالم.
هناك خمسة أهداف مرتبطة بـالبرنامج وهي:
1. تقييم وتعزيز مساهمة التمويل الأصغر والائتمانات الصغيرة في الأهداف الإنمائية للألفية؛
2. زيادة الوعي العام وفهم التمويل الأصغر والائتمان الصغير باعتبارهما جزءًا حيويًا من معادلة التنمية؛
3. تعزيز القطاعات المالية الشاملة؛
4. دعم الوصول المستدام إلى الخدمات المالية؛
5. تشجيع الابتكار والشراكات الجديدة من خلال تعزيز ودعم الشراكات الاستراتيجية لبناء وتوسيع نطاق انتشار ونجاح القروض الصغيرة والتمويل الأصغر.

## روابط خارجية
- صفحة الويب الرسمية
- السنة الدولية للائتمانات الصغيرة 2005